# Czesława Ostrowska
Czesława Ostrowska (ur. 26 grudnia 1955 w Suwałkach) – polska polityk, socjolog i urzędnik państwowy, w latach 2007–2013 podsekretarz stanu w Ministerstwie Pracy i Polityki Społecznej.

## Życiorys
W 1980 roku ukończyła studia socjologiczne na Wydziale Ekonomiczno-Socjologicznym Uniwersytetu Łódzkiego. W 1994 roku została także absolwentką studiów podyplomowych w zakresie zarządzania w Szkole Głównej Handlowej. Odbyła również szkolenia z zakresu rynku pracy, zarządzania, polityki społecznej i funduszy unijnych, m.in. w Federalnym Urzędzie Pracy w Niemczech, Ministerstwie Pracy Zjednoczonego Królestwa Belgii (Bruksela), Ministerstwie Pracy Wielkiej Brytanii, Ministerstwie Pracy USA oraz Instytucie Europejskim w Łodzi. W 2000 ukończyła roczne szkolenie z tematyki Unii Europejskiej, organizowane przez Urząd Komitetu Integracji Europejskiej i Luiss Libera Universita Internazionale degli Studi Sociali Guido Carli w Rzymie. W 2001 zdała egzamin uprawniający do zasiadania w radach nadzorczych spółek Skarbu Państwa.
Od 1985 członek Zjednoczonego Stronnictwa Ludowego, z którego przeszła do Polskiego Stronnictwa Ludowego. Od 1990 pracowała w Wojewódzkim Biurze Pracy w Suwałkach, w 1991 została dyrektorem biura, a od 1993 do 1995 była jego szefem. Od 1993 do 1998 pracowała w Krajowym Urzędzie Pracy na stanowiskach wiceprezesa (1995–1997) i głównego specjalisty (1998). W latach 1999–2007 pracowała w Kancelarii Prezydenta m.in. na stanowisku dyrektora Biura Obszarów Wiejskich i Rolnictwa, wicedyrektora Biura ds. Polityki Regionalnej i Samorządów, eksperta w Zespole Doradców. Kierowała pracami Zespołu ds. Monitoringu Rynku Pracy i Bezrobocia. W 2007 została zatrudniona w Mazowieckiej Jednostce Wdrażania Programów Unijnych w Warszawie na stanowisku zastępcy dyrektora ds. Programu Operacyjnego Kapitał Ludzki.
W latach 2007–2013 podsekretarz stanu w Ministerstwie Pracy i Polityki Społecznej, odpowiedzialnego za rynek pracy i wdrażanie Europejskiego Funduszu Społecznego. W latach 2011–2012 była członkiem  Komisji Nadzoru Finansowego – przedstawicielem ministra właściwego do spraw zabezpieczenia społecznego.

## Życie prywatne
Jest instruktorem żeglarstwa. Od lat 90. mieszka w Warszawie.